# Der Kunstlump
Der Kunstlump hieß ein bekanntes Pamphlet der Berliner Dadaisten George Grosz und John Heartfield, welches im April 1920 im Magazin Der Gegner erschien. Berüchtigt für seinen "Anti-Kunst"-Standpunkt, war Der Kunstlump-Aufsatz als Antwort auf einen Aufruf des Kunstmalers Oskar Kokoschka entstanden. Der expressionistische deutsche Maler und Dramatiker hatte die deutsche Öffentlichkeit beschworen, während bürgerkriegsähnlicher Zustände Maßnahmen zum Schutz nationaler Kulturgüter zu treffen. Dieser Aufruf war im März 1920 in mehr als 40 deutschen Zeitungen erschienen; Kokoschka forderte alle an gewaltsamen politischen Zusammenstößen Beteiligten zur Schonung von Kunstwerken auf. Er reagierte damit auf die Dresdner Ereignisse vom 15. März 1920: an diesem Tag war es im Gefolge des gegenrevolutionären  Kapp-Lüttwitz Putsches zu bewaffneten Kämpfen zwischen gegenrevolutionären Teilen der Reichswehr und streikenden Arbeitern gekommen – letztere sollten im Rahmen eines landesweiten Generalstreiks bis zum 17. März 1920 siegreich bleiben. Allein am Dresdner Postplatz wurden zuvor jedoch 59 Menschen getötet und 150 verletzt.
Eine verirrte Kugel traf dabei auch Peter Paul Rubens’ Gemälde Bathsheba in der benachbarten Gemäldegalerie im berühmten Zwinger. Kokoschka, seit 1919 Kunstprofessor zu Dresden, bat Beteiligte aller politischen Couleur darum, Straßenkämpfe fern von Orten zu führen, wo Menschheitskultur in Gefahr geraten könnte. Für ihn fiel auf die Künstlerschaft von Dresden "die Verantwortung, einer Beraubung des armen zukünftigen Volkes an seinen heiligsten Gütern nicht mit allen Mittel rechtzeitig Einhalt geboten zu haben." Die Bürgerkriegsparteien forderte der Maler ernsthaft auf, künftig ihre "kriegerischen Übungen nicht mehr vor der Gemäldegalerie des Zwingers, sondern etwa auf den Schießplätzen der Heide abhalten zu wollen."
Das Kunstlump-Pamphlet, durchsetzt mit dadaistischer Provokation, richtete dagegen "an alle, die noch nicht genug verblödet sind, die snobistische Äußerung dieses Kunstlumpen gutzuheißen, die dringende Bitte, energisch Stellung dagegen zu nehmen." In Konfrontation mit Kokoschka, dem "Schöpfer ‚psychologischer' Spießerporträts", kritisierten Heartfield und Grosz den bürgerlichen Kunstbegriff, dem auch der sich anti-bourgeois gerierende Expressionismus noch anhing. Die Autoren bezweifelten den Wert einer Kunst, die die Arbeiter trotz ihrer elenden Lebensverhältnisse und der erschreckenden Tatsache des rechtsradikalen Kapp-Putsches in eine davon unberührte und darüber erhabene Ideenwelt führen wollte. Der Fall Kokoschka, "der wie die Zofe mit der Herrschaft bangt und zittert", war für die Dadaisten dabei nur ein Anlass, um die Funktionsweise des bürgerlichen Kunstbetriebs entlarven zu können.
Interessanterweise wurden Grosz und Heartfield für ihren temperamentvollen Angriff auf etablierte Kunstauffassungen auch von Gertrud Alexander im Feuilleton der Roten Fahne der KPD kritisiert. Grosz und Heartfield waren Parteimitglieder.
Heartfield und Grosz sprachen sich mit ihrer Antwort auf Kokoschka gegen den autonomen, von gesellschaftlichen Vorgängen unabhängigen Status von Kunst aus. Manche sehen in diesem Statement der avantgardistischen Dadaisten eine Vorwegnahme der postmodernen Position, welche die Kunst ebenfalls sozial einbinden möchte und gleichzeitig etablierte Kunst-Institutionen kritisiert.

## Zitate
"Die Titulierung "Künstler" ist eine Beleidigung." 

"Die Bezeichnung "Kunst" ist eine Annullierung der menschlichen Gleichwertigkeit."

"Die Vergottung des Künstlers ist gleichbedeutend mit Selbstvergottung." 

"Der Künstler steht nie höher als sein Milieu und die Gesellschaft derjenigen, die ihn bejahen. Denn sein kleiner Kopf produziert nicht den Inhalt seiner Schöpfungen, sondern verarbeitet (wie ein Wurstkessel Fleisch) das Weltbild seines Publikums".

(aus: Der Kunstlump von George Grosz & John Heartfield)